# 官庄水库 (宜昌)
官庄水库是中国湖北省宜昌市夷陵区境内的一座中型水库，位于长江二级支流官庄河上，建成于1966年。水库正常库容为13,813,000立方（487,800,000立方英尺），集雨面积为31平方（12平方英里），海拔为198.2（650英尺）。
官庄水库担负着宜昌市城区和小溪塔城区的供水，每天通过20公里长的东宜供水管道将水流输送到宜昌市一水厂和四水厂，往宜昌城区输水27万吨，通过官塔供水管道往小溪塔输水4万吨，周围近区输水2000吨。2006年，宜昌市政府划定官庄水库饮用水水源保护区。